# Unité urbaine de Noyon
L'unité urbaine de Noyon est une unité urbaine française centrée sur la commune de Noyon, dans le département français de l'Oise en Hauts-de-France.

## Données générales
Dans le zonage réalisé par l'Insee en 2010, l'unité urbaine était composée de quatre communes.
Dans le nouveau zonage réalisé en 2020, elle est composée des quatre mêmes communes.
En 2022, avec 14 748 habitants, elle représente la 7e unité urbaine du département de l'Oise et occupe le 34e rang dans la région Hauts-de-France.
En 2022, sa densité de population s'élève à 546 hab/km2. Par sa superficie, elle représente 0,46 % du territoire départemental et, par sa population, elle regroupe 1,78 % de la population du département de l'Oise.

## Composition de l'unité urbaine en 2020
Elle est composée des quatre communes suivantes :
| Nom                  | Code Insee | Département | Statut       | Superficie (km2) | Population (dernière pop. légale) | Densité (hab./km2) | Modifier                                    |
| -------------------- | ---------- | ----------- | ------------ | ---------------- | --------------------------------- | ------------------ | ------------------------------------------- |
| Noyon (ville-centre) | 60471      | Oise        | ville-centre | 18,00            | 12 810 (2022)                     | 712                | modifier les données · modifier les données |
| Morlincourt          | 60431      | Oise        | banlieue     | 3,42             | 513 (2022)                        | 150                | modifier les données · modifier les données |
| Pont-l'Évêque        | 60506      | Oise        | banlieue     | 1,13             | 671 (2022)                        | 594                | modifier les données · modifier les données |
| Sempigny             | 60610      | Oise        | banlieue     | 4,40             | 754 (2022)                        | 171                | modifier les données · modifier les données |

## Évolution démographique
| 1968   | 1975   | 1982   | 1990   | 1999   | 2010   | 2015   | 2022   |
| ------ | ------ | ------ | ------ | ------ | ------ | ------ | ------ |
| 13 146 | 15 500 | 15 660 | 16 347 | 16 540 | 15 524 | 15 867 | 14 748 |

#### Données générales
- Unité urbaine en France
- Aire d'attraction d'une ville
- Liste des unités urbaines de France

#### Données démographiques en rapport avec l'unité urbaine de Noyon
- Aire d'attraction de Noyon
- Arrondissement de Compiègne

#### Données démographiques en rapport avec l'Oise
- Démographie de l'Oise